# Hakenkralle
Eine Hakenkralle ist ein U-förmiger Doppelhaken aus Metall, der zu Sabotagezwecken an der Fahrleitung einer Eisenbahnstrecke angebracht wird und sich dann karabinerartig verriegelt. Fährt eine Elektrolokomotive durch, verfängt sich deren Stromabnehmer in der Kralle und reißt die Oberleitung, je nach Fahrtgeschwindigkeit, auf mehreren hundert Metern mit sich.
In Deutschland beträgt die Fahrdrahtspannung 15.000 Volt, es besteht daher sowohl bei der Anbringung der Hakenkralle als auch durch die heruntergerissene Oberleitung die Gefahr tödlicher Stromschläge.

## Aufbau

Schema einer Hakenkralle

Es gibt mehrere, leicht verschiedene Bauformen. Eine übliche Bauform einer U-förmige Hakenkralle besteht im Hauptkörper aus Baustahl, wie er für starken Bewehrungsstahl im Stahlbetonbau verwendet wird, und ist ca. 15 cm lang. An den durch Erwärmung und schmiedetechnisch doppelt U-förmigen gebogenen Hauptkörper ist auf einer Seite ein einfaches Drehgelenk D angeschweißt, welches einen Riegel C zur karabinerartigen Befestigung aufnimmt. Bei Einhängen in eine Leitung klappt der Riegel nach oben, nachdem die Leitung im U-förmigen Teil ist, klappt der Riegel nach unten und verhindert so bei schlagartigen Aufprall des Stromabnehmers, dass die Hakenkralle wirkungslos nach oben von der Oberleitung weggeschleudert wird. Der Riegel wird durch zwei ebenfalls am Hauptkörper angeschweißte Stifte, B1 und B2, in seiner Position gehalten und kann sich so maximal um ca. 90° drehen.
Da die Fahrleitung unter Hochspannung steht, mehrere Meter über dem Boden ist und die beiden Haken im U-förmigen Doppelhaken nur wenige Zentimeter auseinander sind, befindet sich seitlich auf der Kralle zusätzlich ein aufgeschweißter Arretierungsstift A mit ca. 10 cm Länge. Mit einem langen, elektrisch isolierten und steifen Kunststoffrohr, wie es auch für Abwasserleitungen verwendet wird, kann die Kralle nach oben gehoben werden. Zu Entnahme ist ein zweites Isolierrohr oder Isolierstange notwendig, um den über der Leitung zugeschnappten Verriegelungsstift C zunächst nach oben zu drücken. Danach kann die Hakenkralle über das Kunststoffrohr am Arretierungsstift A von der Leitung nach oben hin abgenommen werden.

## Zeitgeschichte
Hakenkrallen sind bekannt geworden als Sabotagegeräte Autonomer bei Anschlägen gegen die Deutsche Bahn im Zusammenhang mit Atommülltransporten. 
Die Hakenkralle hat einiges Aufsehen im Internet erregt, denn Bauanleitungen dafür gehörten zu den ersten Webseiten auf ausländischen Servern, die auf deutsches Betreiben hin gesperrt wurden.